# Miss Tocantins BE Emotion 2017
Miss Tocantins BE Emotion 2017 foi a 26ª edição do tradicional concurso de beleza de Miss Tocantins BE Emotion, válido para o certame nacional de Miss Brasil BE Emotion 2017, único caminho para o Miss Universo. O concurso contou com a participação de quatro (4) candidatas em busca do título que pertencia à modelo Jaqueline Verrel. Após o falecimento do coordenador do Miss Distrito Federal, Clóves Nunes, que realizou a seletiva do concurso ano passado, ficou por conta da empresária Fátima Abranches coordenar essa edição do certame, assim como já coordena o Miss Goiás. O concurso se realizou no dia 25 de Junho no Hotel Girassol Plaza, em Palmas e teve como campeã a representante de Dueré, Islane Machado Rocha.

## Resultados

### Colocações
| Posição   | Município & Candidata          |
| Vencedora | - Dueré - Islane Machado Rocha |

## Candidatas
Disputaram o título deste ano:
- Dueré - Islane Machado Rocha[6]
  - 21 anos / 1,82 m de altura
- Guaraí - Inês Regina Nascimento Costa[7]
  - 18 anos / 1,72 m de altura
- Palmas - Úrsulla Lourenço Borges de Souza[8]
  - 24 anos / 1,73 m de altura
- Porto Nacional - Natália Bezerra da Silva
  - 21 anos / 1,75 m de altura[9]

## Histórico

### Desistências
- Colinas - Kimberlly Rhafaella[nota 1]
- Miracema - Eloisy de Oliveira Borges